# Motte beim Klosterhof Lindern
Die Motte beim Klosterhof Lindern, auch Hohe Burg genannt, ist eine Turmhügelburg (Motte) nordnordwestlich des Klosterhofs in der Gemeinde Bockhorn im niedersächsischen Landkreis Friesland.

## Geschichte
Die Motte selbst wird nie in der historischen Überlieferung erwähnt. Sie war Bestandteil des Johanniterhofs Lindern und wurde vermutlich um 1200 zum Schutz des Klosterhofs errichtet. Außerdem konnte man mit ihr den Verkehr auf der westlich vorbeiführenden Collsteder Straße kontrollieren. Ursprünglich handelte es sich bei dem 1532 erstmals genannten Klosterhof wohl um eine Grangie der 1319 gegründeten Kommende Bredehorn. Ob sie sogar schon zum ursprünglichen Benediktinerkloster in Bredehorn gehörte, das dann von den Johannitern übernommen wurde, ist unbekannt.

## Beschreibung
Die Motte gehört zu den am besten erhaltenen ihrer Art in Friesland. Sie zeichnet sich als Hügel mit einem Durchmesser von 40–45 m bei einer Höhe von max. 4,50 m im Gelände ab. Die Kuppe ist Plateau von ca. 20 m Breite gestaltet. Bohrungen ergaben einen einphasigen Aufbau des Hügels und das Fehlen von Mauer- oder Ziegelspuren. Deshalb wird eine hölzerne Bebauung angenommen. Der Hügel ist umgeben von einer sehr gut erhaltenen Befestigung aus drei konzentrischen Gräben mit zwei Zwischenwällen, von denen die beiden äußeren Gräben noch Wasser führen. Im Westen grenzt die Burg an die Linderner Bäke an. Der Gesamtdurchmesser der Anlage beträgt etwa 110 m. Im Süden existieren schwache Reste einer Vorburg, die aus einer stark verschliffenen Wall-Graben-Befestigung  sowie drei bis vier Hauspodesten bestehen.